# Герасим (митрополит Київський)
Гераси́м (*? - †26 червня/липня 1435) — митрополит Київський і всієї Русі.

## З життєпису
Герасим з 1417 по 1433 рік був єпископом Смоленським. Скориставшись тим, що після смерті Митрополита Фотія на Русі не було Митрополита, Герасим, з волі литовського князя Свидригайла Ольгердовича, під владою якого перебував тоді Смоленськ, восени 1433 року вирушив до Константинополя просити собі сан Митрополита і восени наступного року вже повернувся в Митрополичому сані. Як згадується, він був поставлений не для однієї Литви, а «на всю Руську землю», і йому приписували титул Митрополита Київського й всієї Русі, а згодом навіть Московського і всієї Русі.
Прибувши на Русь, новий Митрополит зупинився у Смоленську, не йде до Москви, тому що там тривали князівські міжусобиці. Відомо, що 1434 року він поставив архієрея в Новгороді. Спочатку преосвященний Гарасим був у милості в князя Свидригайла Ольгердовича, разом з яким замислював взяти участь у впровадженні унії з Римом (посередником був віленський біскуп Матіас). Князь з похвалою говорив про свого Митрополита перед Папою Євгенієм IV, підкреслював його ретельність у справі, яка намічалася. Але через деякий час Свидригайло розгнівався на Митрополита Герасима, запідозривши його у ворожому листуванні з іншим литовським князем — Сигізмундом Кейстутовичем. У результаті цього Герасима закували й заслали до Вітебська, де через чотири місяці, 26 червня (чи 26 липня) 1435 року, спалили живцем.